# Ercheia pulchrivenula
Ercheia pulchrivenula är en fjärilsart som beskrevs av Embrik Strand 1914. Ercheia pulchrivenula ingår i släktet Ercheia och familjen nattflyn. Inga underarter finns listade i Catalogue of Life.